# Mount Rossman
Mount Rossman är ett berg i Antarktis. Det ligger i Västantarktis. Chile gör anspråk på området. Toppen på Mount Rossman är 1 450 meter över havet, eller 404 meter över den omgivande terrängen. Bredden vid basen är 2,9 km.
Terrängen runt Mount Rossman är kuperad åt sydost, men åt nordväst är den platt. Trakten är obefolkad. Det finns inga samhällen i närheten.